# Miris
Miris (singular miri, modernament foren anomenats mishings, i actualment el nom adoptat és misings d'acord amb la Mising Agom Ke'bang, o Societat Literaria Mising) són una ètnia de l'Índia que viuen a diversos districtes al nord d'Assam (Dhemaji, North Lakhimpur, Sonitpur, Tinsukia, Dibrugarh, Sibsagar, Jorhat i Golaghat) i al districte d'East Siang a Arunachal Pradesh. Tradicionalment foren anomenats miris i per aquest darrer nom encara són esmentats a la constitució de l'Índia. Els erudits moderns pensen que serien una barreja d'asiàtics orientals i dels mongoloides del sud-est d'Àsia que van emigrar a Arunachal Pradesh i després s'haurien fragmentat entre els adis o abars (abors), miris i dafles, emigrant a la plana d'Assam (la vall del Brahmaputra) vers el segle xiii i almenys fins al segle xv o XVI. Són doncs considerats una secció de l'ètnia abar, que viuen a les muntanyes Abar entre Assam i el Tibet, principalment a Arunachal Pradesh i de les quals les altres branques serien: els propis abars o adis, els akes i els dafles. Tots parlen la mateixa llengua amb menors variacions. Començant a l'est els primers són els akes, després els dafles, segueixen els miris i finalment els abars a l'extrem oriental de la vall. Els miris són els més importants; el seu nombre el 1872 era de 13.917 habitants i el 1881 de 25.636. Actualment són la segona minoria de l'estat d'Assam després dels bodos amb uns 450.000 membres. Disposen d'un Consell Autònom Mising amb seu a Gogamukh, creat el 1995, però reclamen incloure un total de 1713 llogarets a lo qual s'oposen altres minories.
Els miris estan dividits en dues seccions, els baragams ("dotzè clan") i els dahgams ("desè clan"); alguns miris de la plana d'Assam són considerats pels abars com esclaus fugitius i ells mateixos reconeixen haver fugit a causa d'hostilitats amb els abars, després d'establir-se en territori d'aquestos. Abans de la penetració britànica, sota els reis d'Ahom, van dominar el comerç entre Assam i el territori abar, i com que eren l'únic mitjà de comunicació entre la plana i els abars van rebre el nom de miris que vol dir “mediadors”. La tradició nacional diu que van venir del nord i que van arribar a les seves muntanyes seguint el vol dels ocells. Els miris muntanyesos que viuen a l'alt Subansiri, inclouen nombrosos clans entre els quals els Ghy-ghasi, Sarak, Panibotia i Tarbotia.

## Matrimoni
El matrimoni entre infants és desconegut però poden ser promesos; no hi enllaç fins que els joves poden formar una llar per a si mateixos, encara que el nuvi ha de servir uns anys a la casa del seu sogre. La poligamia es practicava entre els caps, i no hi havia més limit que les que podia comprar. Al morir el cap el seu fill hereu passava a ser el marit de totes excepte de la pròpia mare. Fora dels caps els miris han de treballar de valent per a comprar una dona així que rarament en tenen més d'una. Les dones són tradicionalment obedients i fidels; estan entrenades per mai queixar-se o donar una resposta enfadada, i pot portar amb alegria la càrrega més dura que inclou quasi tot el treball del camp, i la meitat del treball en els viatges.

## Enterrament
Els miris enterren els seus morts i no els cremen. Els enterren equipats per un llarg viatge amb robes i armes, menjar pel viatgem utensilis i ornaments. El seu deu Jam Raja ha de poder saber amb qui es troba. Els morts són enterrats prop de la tomba dels seus ancestres. Els homes notables que moren a la plana són portats a les muntanyes.

## Religió
La seva religió té com a element destacats els Nekiri Nekiran (o Mekiri i Mekiran) que són els esperits dels parents (pare i mare) morts als que es demanen favors en cas de problemes (petits o grans). Reverencien també al sol (doinya) al cel (talang) i la terra (mobashine); el contracte entre les deïtats i els esperits és el mibi o minbua, una mena de sacerdot i remeier, amb funcions hereditàries si bé l'elecció depèn de la deïtat i pot ser elegit també un foraster; l'aspirant al càrrec és enviat als 18 anys a la jungla on ha de romandre uns dies sense més menjar que el que pugui trobar; quan retorna està capacitat per parlar amb el món invisible i respondre a tota mena de preguntes per intuïció, posseint tanmateix el do de la profecia. La creença dels miris és d'un estat futur diferent però amb una idea indefinida de Déu del que en tot cas pensen que dirigeix les animes dels morts; el seu deu principal és Jam Raja, que seria l'hindú Yama.
Els baragam miris són els més antics residents de la vall, i estan allunyats de la seva religió tradicional. Nekiri i Nekiran són invocats en afers domèstics però en les oracions públiques (Bor khewa) invoquen a Sankar i Parameswar. No segueixen un gosain o mestre espiritual com els assamesos encara que alguns gosains i tenen influència.

## Llengua i societat
El seu llenguatge és molt similar als dels abars amb els que no obstant difereixen en la seva forma de govern, vida social i costums. Per la llengua miri, vegeu mising.
Els miris viuen en petites comunitats sota caps hereditaris i de vegades alguns caps governen sobre diverses comunitats. No disposen d'un morang o sala comuna de reunions ni lloc per vigilar el poble de nit i mai es van preocupar de vigilar la seguretat de la comunitat. Cada poble corresponia a una sola família amb deu o dotze cases properes formant un poble generalment en un lloc poc accessible i segur. Les famílies menjaven, bevien i dormien; les seves propietats són poques i generalment formades per uns quants elements domèstics per cuinar o menjar; antigament a més no guardaven coses a les cases per eventuals saquejos d'altres tribus. Els seus pobles solen estar a la vora d'un riu; estan formats per plataformes sobre les quals hi ha algunes cases, poques en nombre; sota les cases viuen els seus animals, cabres o porcs i de vegades búfals.
No coneixen l'art i els treballs artístics. Canvien els seus productes per vestits i també els compren amb els seus diners i abans amb els subsidis del govern; no fan vestits excepte els trenats de canya o altres materials similars, tot i que altres tribus emparentades treballen el cotó. Tampoc no construeixen canoes tot i que els abars i altres les fan i fins i tot les venen.

## Vestits
Els vestits tradicionals de les dones són elaborats i peculiars. Vesteixen de cotó en color gris.
Unes enagües curtes des dels muscles als genolls agafat amb una corretja ampla de cuiro que s'adorna amb objectes de coure groc; a part utilitzen una crinolina singular o enaigua de canya. La roba superior consisteix en una banda de trenat de canya cenyit al cos per sota els braços i enfront d'aquest un drap que cobreix els pits. Aquest vestit s'utilitzava antigament per treballar i desplaçar-se junt amb un vestit llarg de seda d'Assam doblat sobre els muscles i fixat al front a manera de mantó; porten també polseres de plata o coure, i algunes als turmells de bambú o de canya trenada. El pèl està cuidat, dividit al centre i a sota, al darrere, dues cues trenades amb cura. A les orelles porten ornaments de plata, i també una espiral de plata de forma rodona del tipus serp als lòbuls; tot això es dona entre les noies solteres, mentre que les casades l'ornamentació és encara més complexa: entorn del coll una quantitat enorme d'una mena de turqueses com a grans fetes segons sembla de porcellana fina, i grans d'àgata, cornalina i ònix, així com grans de cristall ordinaris, de diversos colors.
Els homes són musculosos i molts són alts, almenys superant el metre setanta. L'aparença és similar als abars si bé tenen algunes característiques assameses degut a barreges. Porten el pèl al front on ressalta de front per un gran nus assegurat amb un bodkin. A l'entorn del cap unes bandes de coure groc lligades. Els caps utilitzen ornaments de plata a les orelles; un barret de canya amb punta al darrere es portava per viatjar i sobre això un tros de pell de tigre o lleopard, incloent la cua, penjant per la part de darrere. La roba inferior era una bufanda entre les cames subjectada a una faixa de canya; portaven una mena de capa que cobria la motxilla que portaven sobre els muscles, feta de fibra de palmera; les seves armes eren l'arc i les fletxes (antigament enverinades), i una espasa recta. Els caps dedicaven el seu temps a la cacera o als cultius. Tenen diversos sistemes per les captures des d'un elefant a un ratolí, i tot es menja; la carn del tigre quan es podia caçar, era especialment apreciada perquè donava força i coratge, però no valia per les dones perquè les podia fer massa valentes.

## Cultius
Cada poble té un cert territori per cultiu, però no s'utilitza més d'una cinquena part cada temporada i la resta es cultiva successivament en altres temporades; després el deixen quatre o cinc anys i van a un altre lloc; per superstició no utilitzen la terra llaurada del damunt i si poden ho eviten; també tenen temor als talls als arbres quan treuen sucs. Cultiven arròs, mostassa, moresc, mill, blat de moro, nyams, cotó, patates, tabac i pebre vermella, però just pel seu consum i sovint fins i tot insuficient i aleshores estan pressionats per la manca de menjar a menys que tinguin a mà la carn seca, de la que procuren tenir reserves. Almenys dos terços dels panibotia miris passen alguns mesos a l'any a les planes per assegurar-se la carn i el peix i assecar-lo per portar-lo a les muntanyes.

## Festivals
El seu festival principal és l'Ali-Aye-Ligang, al mes de febrer, que marca el començament de l'estació de la sembra. Una part dels miris segueixen avui dia les religions Donyi-Polo, hinduismes i cristianisme (i fins i tot alguns són musulmans) i tenen les seves propes celebracions.

## Organitzacions dels mising o miris
- Mising Bane Kcbang (MBK), organització nacional
- Takam Mising Porin Kcbang (TMPK), organització d'estudiants